# Norsk biografisk leksikon
La Norsk biografisk leksikon (littéralement « Encyclopédie biographique norvégienne »), est la plus grande encyclopédie biographique norvégienne,,. Elle est écrite en Norvégien (bokmål).
La première édition (NBL1) a été produite entre 1921 et 1983, comprenant 19 volumes réunissant environ 5 100 articles. Elle a été publiée par  Aschehoug avec l'aide financière de l'état norvégien,,.
La maison d'édition Kunnskapsforlaget a racheté les droits de la NBL1 à Aschehoug en 1995, et le projet d'une nouvelle édition de l'encyclopédie commencèrent en 1998, avec l'aide du ministère de la Culture et de la  Fondation Fritt Ord. Cette seconde édition paraît entre 1999 et 2005, comprenant 10 volumes et 5 700 articles,,.
En 2006 débutent des travaux de recherche dans le but d'une élaboration d'une édition informatique de la NBL2, avec le soutien des mêmes institutions. L'édition Internet sort en 2009, contenant plus de contenu et de biographies que la version imprimée,,.

## Liste des volumes
Ceci est la liste des volumes parus dans la première édition de la Norsk biografisk leksikon.
- Volume 1 : Aabel–Bjørnson. Publié en 1923
- Volume 2 : Bjørnstad–Christian Frederik. Publié en 1925
- Volume 3 : Christiansen–Eyvind Urarhorn. Publié en 1926
- Volume 4 : Fabricius–Grodtschilling. Publié en 1929
- Volume 5 : Grosch–Helkand. Publié en 1931
- Volume 6 : Helland–Lars Jensen. Publié en 1934
- Volume 7 : Lars O. Jensen–Krefting. Publié en 1936
- Volume 8 : Kristensen–Løwenhielm. Publié en 1938
- Volume 9 : Madsen–Nansen. Publié en 1940
- Volume 10 : Narve–Harald C. Pedersen. Publié en 1949
- Volume 11 : Oscar Pedersen–Ross. Publié en 1952
- Volume 12 : Rosseland–Schult. Publié en 1954
- Volume 13 : Schultz–Skramstad. Publié en 1958
- Volume 14 : Skredsvig–Stenersen. Publié en 1962
- Volume 15 : Stensaker–Sørbrøden. Publié en 1966
- Volume 16 : Sørensen–Alf Torp. Publié en 1969
- Volume 17 : Eivind Torp–Vidnes. Publié en 1975
- Volume 18 : Vig–Henrik Wergeland. Publié en 1977
- Volume 19 : N. Wergeland–Øyen. Publié en 1983

Ceci est la liste des volumes de la seconde édition de la Norsk biografisk leksikon.
- Volume 1 : Abel–Bruusgaard. Publié en 1999
- Volume 2 : Bry–Ernø. Publié en 2000
- Volume 3 : Escholt–Halvdan. Publié en 2001
- Volume 4 : Halvorsen–Ibsen. Publié en 2001
- Volume 5 : Ihlen–Larsson. Publié en 2002
- Volume 6 : Lassen–Nitter. Publié en 2003
- Volume 7 : Njøs–Samuelsen. Publié en 2003
- Volume 8 : Sand–Sundquist. Publié en 2004
- Volume 9 : Sundt–Wikborg. Publié en 2005
- Volume 10 : Wilberg–Aavik. Publié en 2005